# Julija Sanina
Julija Sanina (in ucraino Юлія Саніна?), pseudonimo di Julija Oleksandrina Bebko (in ucraino Юлія Олександрівна Бебко?; Kiev, 11 ottobre 1990), è una cantante ucraina, conosciuta principalmente per essere la frontwoman del gruppo musicale The Hardkiss.

## Biografia
Nata a Kiev in una famiglia di musicisti, si è esibita per la prima volta all'età di tre anni, accompagnata da un ensemble diretto dal padre. Successivamente ha iniziato ad esibirsi come solista, facendosi accompagnare da un coro di bambini oppure da una band di musica jazz.
Nel 2005 si è diplomata alla Scuola di Musica Jazz e Varietà. Successivamente è entrata nella facoltà di filologia dell'Università nazionale Taras Ševčenko di Kiev, ove ha conseguito un master in studi folcloristici nel 2013. Durante gli studi universitari ha coltivato anche un interesse per il giornalismo.
Dal 2006 al 2008 è stata vocalist per il gruppo musicale Sister Siren. Nel 2011 Sanina ha incontrato il produttore musicale Valerij Bebko con cui hanno fondato il duo Val & Sanina, iniziando ad esibirsi e scrivere brani in lingua russa come il singolo Ljubov' nastala.
Qualche anno dopo hanno iniziato a sperimentare con la musica rock dando vita al progetto musicale The Hardkiss, iniziando a scrivere brani in inglese e concentrarsi su uno stile più moderno e ricercato. Nell'autunno 2011 hanno pubblicato i primi singoli come parte del nuovo progetto musicale, tra cui il singolo di debutto Babylon, che ha permesso loro di esibirsi come gruppo d'apertura per il gruppo musicale britannico Hurts.
Nel febbraio 2012 Sanina ha firmato un contratto con l'etichetta Sony BMG, permettendo così di continuare con il progetto musicale. The Harkiss hanno iniziato quindi a guadagnare rapidamente popolarità, vincendo diversi premi nazionali ed internazionali. Nel 2014 Sanina ha iniziato a caricare video in stile slice of life sulla sua vita e sul dietro le quinte della band sul suo canale YouTube. Nel 2016 è stata uno dei quattro giudici della settima edizione della versione ucraina di The X Factor.
Il 22 febbraio 2023 Julija Sanina è stata annunciata come una delle conduttrici dell'Eurovision Song Contest di Liverpool, insieme a Alesha Dixon, Hannah Waddingham e Graham Norton.

## Vita privata
Julija Sanina ha sposato Valerij "Vav" Bebko nel 2011, con il quale ha poi avuto un figlio Danylo, nato il 21 novembre 2015. La coppia aveva nascosto la propria relazione per cinque anni, ma si è sposata dopo essere stata insieme solo per due anni. Il loro matrimonio è stato decorato in stile tradizionale ucraino.

## Discografia

### Da solista

#### Album dal vivo
- 2024 – Special Kiss. Live

#### Singoli
- 2019 – Vil'na (con Tina Karol')
- 2024 – Kochanyj
- 2024 – Wabi-sabi (con Jerry Heil)
- 2025 – Higher Calling (con Korolova)

#### Album in studio
- 2014 – Stones and Honey
- 2017 – Perfection Is a Lie
- 2018 – Zalizna lastivka
- 2021 – Žyva i ne zalizna

#### Album dal vivo
- 2020 – Akustyka Liva